# بارني فيسر
بارني فيسر (بالإنجليزية: Barney Visser)‏ هو مالك فريق ناسكار ‏ أمريكي، ولد في 1949.